# Сосновский (Самарская область)
Сосновский — посёлок в Кинельском районе Самарской области в составе сельского поселения Малая Малышевка.

## География
Находится на расстоянии примерно 19 километров по прямой на западо-юго-запад от районного центра города Кинель.

## Население
Постоянное население составляло 21 человек (русские 90 %) в 2002 году, 28 в 2010 году.